# Phlogiellus atriceps
Phlogiellus atriceps é uma espécie de aranha pertencente à família Theraphosidae (tarântulas).